# Torre Capricho

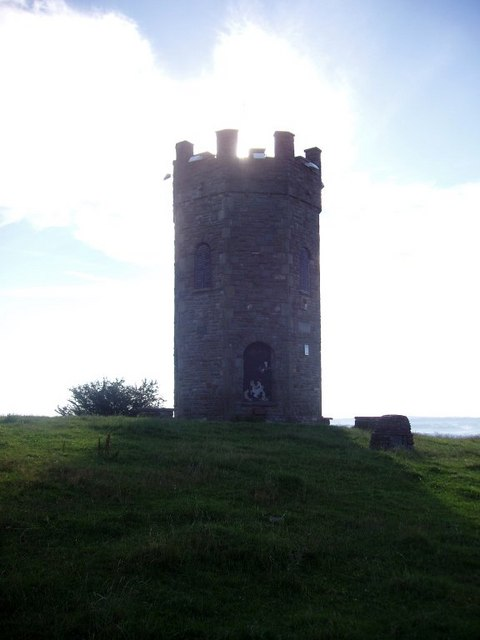
Vista de la torre reconstruida.

La Torre Capricho (en inglés: Folly Tower) es un capricho situado a orillas del mar en Pontypool Park, Torfaen (Gales del Sur, Reino Unido). La torre original fue construida para John Hanbury entre 1765 y 1770. Se la denomina con el nombre de capricho al menos desde 1865, cuando aparece definida así en la prensa local. Fue rehabilitada alrededor de 1831.
EL 9 de julio de 1940 se decidió su demolición por creerse un objetivo posible de la Luftwaffe, la aviación alemana, que bombardeaba Gran Bretaña durante la Segunda Guerra Mundial.
En 1946 comenzaron los proyectos de reedificación, aunque no llegaron a buen puerto. La torre fue finalmente construida de nuevo durante los primeros años de la década de 1990, terminándose en 1994.